# Honeywell Aerospace
Pour les articles homonymes, voir Honeywell.
Honeywell Aerospace est une société américaine fabriquant des moteurs d'avions et d'hélicoptères et de l'avionique, ainsi qu'un producteur de groupes auxiliaires de puissance (GAP). Il s'agit dune division du groupe Honeywell.

## Historique
En 1936, John Clifford Garrett fonde la Aircraft Tool and Supply Company dans un bureau d'une pièce à Los Angeles dans le but de créer des pièces spécialisées pour l'aviation. De 1936 à 1938, le bénéfice de la société passe de 3 503 $ à 21 540 $ et mobilisé un capital supplémentaire de 31 500 $. En 1938, la société prend le nom de Garrett Corporation. Le premier produit breveté était un refroidisseur intermédiaire d'avion entièrement en aluminium, utilisé pour améliorer les capacités à hautes altitudes des bombardiers Boeing B-17.
La compagnie connut un essor pendant la Seconde Guerre mondiale, lorsqu'elle équipa des bombardiers avec de l'avionique et inventa le pilote automatique. Après la guerre, l'entreprise s’est davantage tourné vers les applications civiles.
En 1964, la compagnie fusionne avec la Signal Oil & Gas pour donner naissance à la Signal Companies. Cette dernière fusionne à son tour en 1985 avec la Allied Corporation pour devenir la AlliedSignal. La société racheta Honeywell en 1999 et adopta son nom.
En 2006, Honeywell et Pratt & Whitney créent conjointement une coentreprise dénommée Advanced Turbine Engine Company (en). Celle-ci permet le développement de l'ATEC T900 destiné à équiper les hélicoptères Sikorsky UH-60 Black Hawk et Boeing AH-64 Apache.
En 2014 le président américaine Barack Obama a décerné à une employé de Honeywell, Edith M. Flanigen, la National Medal of Technology (Médaille Nationale de la Technologie) pour ses contributions à la technologie de la sécurité des vols.

## Produits
Aujourd'hui, Honeywell produit des équipements spatiaux, des moteurs à turbine , des groupes auxiliaires de puissance, des freins, des roues, des systèmes de vision synthétique  des systèmes de sécurité de piste et d'autres équipements avioniques.
Un GAP Honeywell a notamment été utilisé lors de l'ammerissage d'urgence du vol 1549 US Airways et une boîte noire a survécu sous la mer pendant deux années, dépassant ainsi de loin ses limites spécifiées, pour révéler les détails de l'accident du Vol 447 Air France. La société a également participé au programme américain NextGen et au programme européen SESAR de développement de l'avionique.

### Liste des moteurs
- AGT1500*
- HTS900
- LTS101/LTP101*
- T53*
- T55*
- TPE331
- TPF351
- ALF 502/LF507*
- ATF3
- F109
- FX5
- HTF7000 (AS907)
- TFE731
- CFE738 (Turbofan)
- LV100 (Turboshaft)
- Honeywell/ITEC F124/F125
- CTS800 (Turboshaft)
- ATEC T900

NB : * conçu par Lycoming Engines, produit par Honeywell